# Nicolás López (réalisateur)
Pour les articles homonymes, voir Nicolas López et López.
Nicolás López est un réalisateur, scénariste et producteur de cinéma chilien né à Santiago en août 1983.

## Filmographie
Sauf indication contraire, les informations mentionnées dans cette section peuvent être confirmées par la base de données cinématographiques IMDb,  présente dans la section « Liens externes ».

### Comme réalisateur
- 1999 : Pajero (court métrage)
- 1999 : Superhéroes (court métrage)
- 2004 : Promedio rojo
- 2007 : Súper Niño Bully (court métrage TV)
- 2008 : Santos
- 2010 : Que pena tu vida
- 2011 : El Crack (téléfilm) (coréalisé avec Guillermo Amoedo)
- 2012 : Aftershock, l'enfer sur Terre (Aftershock)
- 2012 : Que pena tu familia
- 2013 : Mis peores amigos: Promedio rojo el regreso

### Comme scénariste
- 1999 : Pajero (court métrage) de lui-même
- 1999 : Superhéroes (court métrage) de lui-même
- 2004 : Promedio rojo de lui-même
- 2007 : Súper Niño Bully (court métrage TV) de lui-même
- 2008 : Santos de lui-même
- 2010 : Que pena tu vida de lui-même
- 2012 : Aftershock, l'enfer sur Terre (Aftershock) de lui-même
- 2012 : Que pena tu familia de lui-même
- 2013 : The Green Inferno d'Eli Roth (non crédité)
- 2013 : Mis peores amigos: Promedio rojo el regreso de lui-même
- 2014 : Fuerzas Especiales de José Miguel Zúñiga
- 2015 : Knock Knock d'Eli Roth
- 2015 : Lake Mead de Jessica Chandler

### Comme producteur
- 1999 : Pajero (court métrage) de lui-même
- 1999 : Superhéroes (court métrage) de lui-même
- 2000 : Ángel negro de Jorge Olguín (producteur associé)
- 2004 : Promedio rojo de lui-même (producteur délégué)
- 2007 : Normal con alas de Coca Gómez
- 2008 : Santos de lui-même
- 2010 : Retorno de Guillermo Amoedo
- 2011 : El Crack (téléfilm) de Guillermo Amoedo et lui-même
- 2010 : Que pena tu vida de lui-même
- 2013 : The Green Inferno d'Eli Roth
- 2013 : Mis peores amigos: Promedio rojo el regreso de lui-même (producteur délégué)
- 2014 : The Stranger de Guillermo Amoedo
- 2014 : Fuerzas Especiales de José Miguel Zúñiga (producteur délégué)
- 2015 : Knock Knock d'Eli Roth
- 2015 : Fuerzas Especiales 2: Se Buscan d'Ernesto Díaz Espinoza (producteur délégué)

### Jeu vidéo
- 2014 : The Green Inferno Survival (producteur)

## Récompenses et distinctions
Source : Internet Movie Database : 

### Récompenses
- Viña del Mar Film Festival 2004 : prix du jury pour Promedio rojo

### Nominations
- Festival international du film de Tokyo 2005 : en compétition pour le grand prix pour Promedio rojo
- SXSW Film Festival 2011 : prix Emerging Visions pour Que pena tu vida
- Festival international du film de Catalogne 2012 : meilleur film pour Aftershock

## Crédit d'auteurs
- (en) Cet article est partiellement ou en totalité issu de l’article de Wikipédia en anglais intitulé « Nicolás López (Chilean director) » (voir la liste des auteurs).